# Monteluz (Granada)
Monteluz es una localidad y pedanía española perteneciente al municipio de Peligros, en la provincia de Granada, comunidad autónoma de Andalucía. Está situada en la parte central de la comarca de la Vega de Granada. Cerca de esta localidad se encuentran los núcleos de Albolote, El Aire y El Chaparral.
En ocasiones referida como "Urbanización Monteluz", fue construida a partir de la década de los 80, y consta de un curioso plano semi-radioconcéntrico con forma romboidal, muy próxima al nudo de las autovías GR-30 y A-92; la mayoría de las vías de esta localidad reciben diversos nombres de árboles, excepto la avenida Monteluz.

## Demografía
Según el Instituto Nacional de Estadística de España, en el año 2019 Monteluz contaba con 1.076 habitantes censados, lo que representa el 9,44% de la población total del municipio.

### Evolución de la población
| Gráfica de evolución demográfica de Monteluz entre 2009 y 2019 |
|                                                                |
| Datos según el nomenclátor publicado por el INE.               |

## Comunicaciones

### Carreteras
Las principales vías de comunicación que transcurren junto a esta localidad son:
| Identificador | Denominación              | Itinerario                    |
| ------------- | ------------------------- | ----------------------------- |
| GR-30         | Circunvalación de Granada | El Chaparral - Villa de Otura |
| A-92          | Autovía A-92              | Sevilla - Almería             |

Algunas distancias entre Monteluz y otras ciudades:
| Ciudades | Distancia (km) |
| -------- | -------------- |
| Peligros | 1              |
| Granada  | 6              |
| Jaén     | 84             |
| Almería  | 158            |
| Murcia   | 279            |